# Het Nieuws van den Dag voor Nederlandsch-Indië

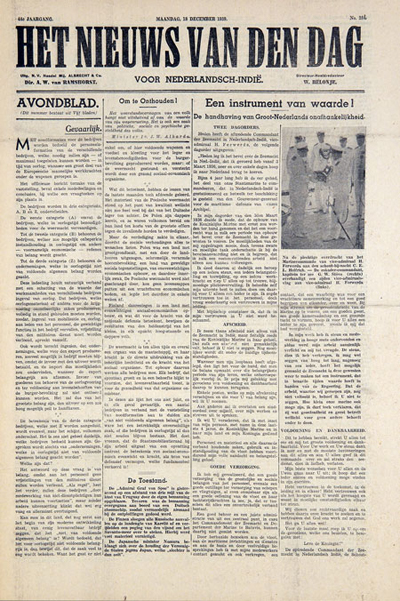
Voorpagina uit 1939

Het Nieuws van den Dag voor Nederlandsch-Indië is een Nederlandstalig dagblad dat in de periode 1895 tot 1942 verscheen in de Nederlandse kolonie Nederlands-Indië, het huidige Indonesië.
De redactie van het in 1895 opgerichte dagblad was in Batavia gevestigd. De abonnees waren veelal Indo-Europeanen
Het Nieuws van den Dag behoorde tot de goedkopere kranten in Nederlands-Indië, in tegenstelling tot de Java-Bode (1852-1957) en De Locomotief in Semarang, die meer handelsgericht waren en veel advertenties plaatsten..
In 1938 werd Willem Belonje (1887-1968) directeur-hoofdredacteur. Hij was daarvoor hoofddirecteur van de Indische Courant, die hij verkocht aan ir. J.C. Kolling. In 1939 kwam John Alphonsus Mulder als correspondent van Het Nieuws naar Nederland. 
De Japanse bezetters an Java maakte op 1 maart 1942 een einde aan Het Nieuws van den Dag. Belonje werd na de Japanse capitulatie hoofdredacteur van een door het Nederlands gouvernement uitgegeven krant, Het Dagblad.